# 桜井万里子
櫻井 万里子（さくらい まりこ、1943年7月26日 - ）は、日本の歴史学者。専門は古代ギリシア史。学位は、博士（文学）（東京大学・論文博士・1999年）（学位論文「古代ギリシア社会史研究」）。東京大学名誉教授。ロンドン大学キングズ・カレッジ客員教授。
単著の『古代ギリシアの女たち』や『ソクラテスの隣人たち』で、女性やメトイコイ（在留外国人）をテーマとした動機として、スタンフォード大学の客員研究員としてカリフォルニアに住んだ際のカルチャーショックをあげている。

## 略歴

### 学歴
- 1962年3月　東京都立両国高等学校卒業
- 1966年3月　国際基督教大学教養学部人文学科卒業
- 1968年3月　東京教育大学文学部西洋史学科卒業
- 1971年3月　東京大学大学院人文科学研究科西洋史学専門課程修士課程修了

### 職歴
- 1971年4月　東京大学文学部助手
- 1973年8月　北海道大学文学部助手
- 1978年4月　東京学芸大学教育学部専任講師
- 1980年10月　同助教授
- 1981-2年　スタンフォード大学古典学科客員研究員
- 1992年4月　同教授
- 1996年4月　東京大学大学院人文社会系研究科西洋史学専攻教授　[2]
- 2004-5年　ロンドン大学キングズ・カレッジ客員教授
- 2006年　退職、名誉教授

#### 学外における役職
日本学術会議第20期、第21期会員、第22期連携会員

## 著作
- 『古代ギリシアの女たち アテナイの現実と夢』中央公論社〈中公新書〉、1992年 / 中公文庫、2010年
- 『古代ギリシア社会史研究』岩波書店、1996年
- 『ソクラテスの隣人たち アテナイにおける市民と非市民』山川出版社、1997年
- 『ヘロドトスとトゥキュディデス―歴史学の始まり』山川出版社〈ヒストリア〉、2006年 / 講談社学術文庫、2023年、電子書籍も刊
- 『いまに生きる古代ギリシア』日本放送出版協会〈歴史再発見〉、2007年
- 『古代ギリシア人の歴史』刀水書房「刀水歴史全書」、2025年、電子書籍も刊

## 共編著
- 『ギリシアとローマ　世界の歴史 第5巻』 本村凌二共著、中央公論社、1997年、中公文庫、2010年。
- 『古代オリンピック』 橋場弦共編、岩波新書、2004年。
- 『ギリシア史』 山川出版社〈各国史〉、2005年。編者代表（前半部担当）
  - 『ギリシア史』上下、山川出版社、2024年。ハンディ版
- 『古代地中海世界のダイナミズム』 師尾晶子共編、山川出版社、2010年。
- 『友愛と秘密のヨーロッパ社会文化史』 深沢克己共編、東京大学出版会、2010年。
- 『集中講義！ギリシア・ローマ』 本村凌二共著、ちくま新書、2017年。

## 翻訳
- E.R.ドッズ他『進歩とユートピア』 共訳、平凡社〈ヒストリー・オヴ・アイディアズ〉、1987年。
- A.モミリアーノ他『異端の精神史』 共訳、平凡社〈ヒストリー・オヴ・アイディアズ〉、1987年。
- ピエール・ブリアン『アレクサンダー大王』 監修、福田素子訳、創元社〈知の再発見双書〉、1991年。
- リュシアス『弁論集』 細井敦子・安部素子共訳、京都大学学術出版会〈西洋古典叢書〉、2001年。